# Куп шест нација 2002.
Куп шест нација 2002. (службени назив: 2002 Six Nations Championship) је било 108. издање овог најелитнијег репрезентативног рагби такмичења Старог континента, а 3. од проширења Купа пет нација на Куп шест нација.
Турнир је освојила Француска. Пошто су победили све противнике "Галски петлови" су поред тринаесте титуле првака Европе, освојили и седми Гренд слем. Енглеска је завршила такмичење на другом месту, Ирска на трећем, а Италија је изгубила све утакмице. 

## Учесници
Напомена:
Северна Ирска и Република Ирска наступају заједно.
|   | Селекција                      | Стадион                             | Селектор          |
| - | ------------------------------ | ----------------------------------- | ----------------- |
| 1 | Рагби репрезентација Француске | Стад де Франс, Париз (81 338)       | Бернар Лапорт     |
| 2 | Рагби репрезентација Италије   | Стадион Фламинио, Рим (30 000)      | Бред Џонстон      |
| 3 | Рагби репрезентација Енглеске  | Стадион Твикенам, Лондон (82 000)   | Сер Клајв Вудвард |
| 4 | Рагби репрезентација Шкотске   | Стадион Марифилд, Единбург (67 144) | Сер Ијан Макгикан |
| 5 | Рагби репрезентација Велса     | Стадион Миленијум, Кардиф (74 500)  | Сер Грејам Хенри  |
| 6 | Рагби репрезентација Ирске     | Ленсдаун роуд, Даблин (48 000)      | Еди О’Саливан     |

## Такмичење

### Прво коло
Шкотска - Енглеска 3-29
Ирска - Велс 54-10
Француска - Италија 33-12

### Друго коло
Велс - Француска 33-37
Енглеска - Ирска 45-11
Италија - Шкотска 12-29

### Треће коло
Ирска - Шкотска 43-22
Велс - Италија 44-20
Француска - Енглеска 20-15

### Четврто коло
Шкотска - Француска 10-22
Енглеска - Велс 50-10
Ирска - Италија 32-17

### Пето коло
Француска - Ирска 44-5
Велс - Шкотска 22-27
Италија - Енглеска 9-45

## Табела
|   | Селекција                      | ИГ | Д | Н | И | ПД  | ПП  | ПР   | ЕД | Б  |  |
| - | ------------------------------ | -- | - | - | - | --- | --- | ---- | -- | -- |  |
| 1 | Рагби репрезентација Француске | 5  | 5 | 0 | 0 | 156 | 75  | +81  | 18 | 10 |  |
| 2 | Рагби репрезентација Енглеске  | 5  | 4 | 0 | 1 | 184 | 53  | +131 | 10 | 8  |  |
| 3 | Рагби репрезентација Ирске     | 5  | 3 | 0 | 2 | 145 | 138 | +7   | 17 | 6  |  |
| 4 | Рагби репрезентација Шкотске   | 5  | 2 | 0 | 3 | 91  | 128 | -37  | 7  | 4  |  |
| 5 | Рагби репрезентација Велса     | 5  | 1 | 0 | 4 | 119 | 188 | -69  | 12 | 2  |  |
| 6 | Рагби репрезентација Италије   | 5  | 0 | 0 | 5 | 70  | 183 | -113 | 10 | 0  |  |

| Победник Купа шест нација 2002.           |
| ----------------------------------------- |
| Рагби репрезентација Француске 13. титула |

## Индивидуална стастика
Највише поена
- Жералд Мерсерон 80, Француска

Највише есеја
- Вил Гринвуд 5, Енглеска